# Rund um Berlin
La Rund um Berlin era una cursa ciclista d'un dia que es disputava als voltants de Berlín. Era la cursa més antiga d'Alemanya, ja que la seva primera edició es disputà el 1896. Durant alguns anys, es van fer dues curses, una per a amateurs i l'altra per a professionals. A mesura dels anys ha anat perdent importància fins a desaparèixer el 2008.
Klaus Ampler, amb cinc, és el ciclista amb més victòries.
No s'ha de confondre amb el Tour de Berlín.

## Palmarès
| - 1896 Gustav Gräben - 1897 Gustav Gräben - 1902 Otto Goetzke - 1903 Otto Goetzke - 1904 Franz Scholz - 1905 Adolf Böhm - 1906 Otto Goetzke - 1907 Max Faustmann - 1908 Adolf Böhm - 1909 Jakob Meck (P) - 1909 Gustav Schulze (A) - 1910 Karl Saldow (P) - 1910 Karl Erdmann (A) - 1911 Adolf Huschke (P) - 1911 Karl Hädicke (A) - 1912 Erich Aberger (P) - 1912 Fritz Brenne (A) - 1913 Ernst Franz (P) - 1913 Paul Kohl (A) - 1914 No disputada - 1915 Karl Wittig (P) - 1915 Otto Timm (A) - 1916-1918 No disputada - 1919 Paul Koch (P) - 1919 Fritz Schrefeld (A) - 1920 Paul Koch - 1921 Erich Aberger (P) - 1921 Albert Dobbrack (A) - 1922 Richard Schenkel (P) - 1922 Paul Kroll (A) - 1923 Erich Aberger (P) - 1923 Erich Möller (A) - 1924 Paul Koch (P) - 1924 Walter Wenzlaff (A) - 1925 Oskar Tietz (P) - 1925 Max Kohl (A) - 1926 Siegfried Schütze - 1927 Bruno Wolke - 1928 Walter Hoffmann - 1929 Rudolf Risch | - 1930 Walter Merkan - 1931 Willy Kutschbach - 1932 Walter Bartholomäus - 1933 Emil Kijewski - 1934 Kurt Stöpel (P) - 1934 Karl Wierz (A) - 1935 Bruno Roth (P) - 1935 Berthold Böhm (A) - 1936 Fritz Ruland - 1937 Emil Kijewski (P) - 1937 Herbert Schmidt (A) - 1938 Bruno Gerber - 1939 Bruno Gerber - 1940 Walter Liebl - 1941 Harry Saager - 1942 Harry Saager - 1943-1945 No disputada - 1946 Karl Wiemer - 1947 Hans Preiskeit (P) - 1947 Gerhard Stubbe (A) - 1948 Heinrich Schultenjohann (P) - 1948 Werner Gräbner (A) - 1949 Reinhold Steinhilb (P) - 1949 Max Bartoskiewicz (A) - 1950 Bernhard Trefflich - 1951 Gustav-Adolf Schur - 1952 Rudi Kirchhoff - 1953 Erich Schulz - 1954 Rudi Kirchhoff - 1955 Konrad Claus - 1956 Rudi Kirchhoff - 1957 Louis Legros - 1958 Rudi Kirchhoff - 1959 Klaus Ampler - 1960 Klaus Ampler - 1961 Manfred Weißleder - 1962 Lothar Höhne - 1963 Lothar Höhne - 1964 Klaus Ampler | - 1965 Klaus Ampler - 1966 Dieter Grabe - 1967 Günther Liebold - 1968 Lothar Appler - 1969 Klaus Ampler - 1970 Dieter Grabe - 1971 Michael Milde - 1972 Michael Schiffner - 1973 Michael Schiffner - 1974 Wolfgang Lötzsch - 1975 Eberhard Sanftleben - 1976 André Van Den Steen - 1977 Hans-Joachim Hartnick - 1978 Detlef Bönisch - 1979 Hans-Joachim Schippel - 1980 Jörg Köhler - 1981 Bodo Straubel - 1982 Nikolai Krivoscheiev - 1983 Wolfgang Lötzsch - 1984 Bodo Straubel - 1985 Frank Karraß - 1986 Uwe Raab - 1987 Olaf Ludwig - 1988 Alexander Lopanov - 1989 Uwe Stoltze - 1990 Olaf Merkel - 1991 Frank Augustin - 1992 Frank Augustin - 1993 Jan Schaffrath - 1994 Martin Müller - 1995 Hagen Bernutz - 1996 Frank Augustin - 1997 Erik Zabel - 1998 Jan Ullrich - 1999 Lutz Lehmann - 2000 Steffen Radochla - 2001–2007 No disputada - 2008 Robert Bartko |

P: Professionals
A: Amateurs